# G-torsore
In matematica, un {\displaystyle G}-torsore (anche detto spazio omogeneo principale), fissato un gruppo {\displaystyle G}, è un G-insieme {\displaystyle X} sul quale {\displaystyle G} agisce  liberamente e  transitivamente. In questa definizione concreta, sia {\displaystyle G} che {\displaystyle X} appartengono alla categoria degli insiemi e in quanto oggetti di questa sono dunque insiemi.
In termini più astratti, e nel linguaggio delle categorie e dei funtori, un {\displaystyle G}-torsore è un oggetto {\displaystyle X} in una categoria {\displaystyle {\mathcal {C}}} su cui agisce un oggetto gruppo {\displaystyle G}, appartenente alla stessa categoria {\displaystyle {\mathcal {C}}}, in modo semplicemente transitivo. Se ad esempio {\displaystyle {\mathcal {C}}} è la categoria degli insiemi allora X è un qualunque insieme e G è un gruppo. Se invece {\displaystyle {\mathcal {C}}} è la categoria degli schemi definiti sopra {\displaystyle \mathrm {Spec} K} (ove {\displaystyle K} è un campo) allora {\displaystyle X} è un {\displaystyle K}-schema e {\displaystyle G} un {\displaystyle K}-schema in gruppi. La definizione può essere generalizzata.